# Ciugud
Ciugud é uma comuna romena localizada no distrito de Alba, na região histórica da Transilvânia. A comuna possui uma área de 43.91 km² e sua população era de 2711 habitantes segundo o censo de 2007.